# Chronobiologie et toxicomanie
 (janvier 2024).
La chronobiologie est le domaine scientifique qui étudie les rythmes biologiques chez les organismes vivants. L’horloge biologique interne, située dans le noyau suprachiasmatique du cerveau, se synchronise sur le cycle solaire à partir des informations lumineuses captées par les yeux,.  
Le rythme circadien est le cycle biologique interne de 24 heures présent chez la plupart des organismes vivants, dont les humains. Il régule de nombreux processus et comportements biologiques, entre autres, le cycle éveil-sommeil, la sécrétion de plusieurs hormones et le métabolisme.  
La toxicomanie, l’addiction à une ou plusieurs drogues, peut avoir un impact significatif sur le cycle circadien. L’abus de substance peut déstabiliser l’horloge biologique et donc les processus synchronisés sur le cycle de 24 heures. Ainsi, la toxicodépendance peut causer des perturbations aux cycles du sommeil, hormonal et digestif.

## Effets sur les rythmes circadiens
De nombreuses conséquences existent quant à la consommation excessive de substances psychotropes. Les effets peuvent s’opérer directement sur le cycle circadien de l’individu, soit de manière hormonale, ou indirectement, en impactant les habitudes de vie qui peuvent ensuite modifier le cycle circadien de la personne avec une dépendance.
Puisque l’action des opioïdes mène à l’activation du système de récompense naturel du cerveau, la consommation répétée de ces drogues peut être favorisée, menant à l’induction des mécanismes cérébraux de dépendance.
La dépendance aux opioïdes peut modifier la régulation circadienne de la neurotransmission de dopamine par la réponse de récompense induite par la drogue, augmentant ainsi la demande énergétique des voies dopaminergiques. Ces variations dans la neurotransmission de la dopamine peuvent moduler les effets de récompenses dans le cerveau et l’expression des comportements habituels comme l’alimentation, les interactions sociales, etc,.
Les consommateurs chroniques d’opiacés montrent une irrégularité dans leur cycle circadien. Une étude démontre qu’après 30 jours de sobriété à l’héroïne, la rythmicité de l’expression des gènes hPER1 et hPER2 chez les toxicomanes n’est toujours pas rétablie. De plus, l’oscillation de la libération du cortisol est irrégulière chez les consommateurs d’héroïne qui montrent des concentrations initiales très élevées. Toutefois, ces oscillations circadiennes du cortisol se stabilisent graduellement chez les héroïnomanes, mais en gardant un niveau de stress plus élevé que les contrôles. Ces perturbations induites par le stress pourraient augmenter la vulnérabilité aux rechutes.
Certaines études observent une diminution des niveaux de mélatonine et un retard dans l'atteinte de concentration maximale nocturne chez les individus dépendants de l'alcool. La consommation chronique d’alcool peut aussi causer des dommages à la chimie du cerveau liée au sommeil en raison d’une déficience en sérotonine. Ainsi, une diminution du sommeil profond et la récurrence d'insomnie sont observés chez les personnes alcooliques.
Les perturbations du sommeil et des rythmes circadiens sont bien définies dans divers troubles liés à l'utilisation de substances telles que la marijuana, la nicotine, les benzodiazépines et la cocaïne. En effet, la difficulté à initier le sommeil ou l’insomnie peuvent persister longtemps après l’arrêt de la prise de la drogue et peut même mener à une rechute.
La dysrégulation du rythme circadien et de la mélatonine contribue directement aux déséquilibres de l'homéostasie cérébrale, favorisant ainsi les maladies psychiatriques telles que la dépendance.

## Chronothérapie

### Traitement par la mélatonine
La mélatonine est une neurohormone importante dans la synchronisation des rythmes circadiens, ainsi que dans la modulation du comportement et du fonctionnement physiologique chez tous les mammifères. La production de mélatonine est régulée par la photopériode via le noyau suprachiasmatique (NSC), atteignant son pic pendant la nuit pour favoriser le sommeil et étant au plus bas pendant la journée.

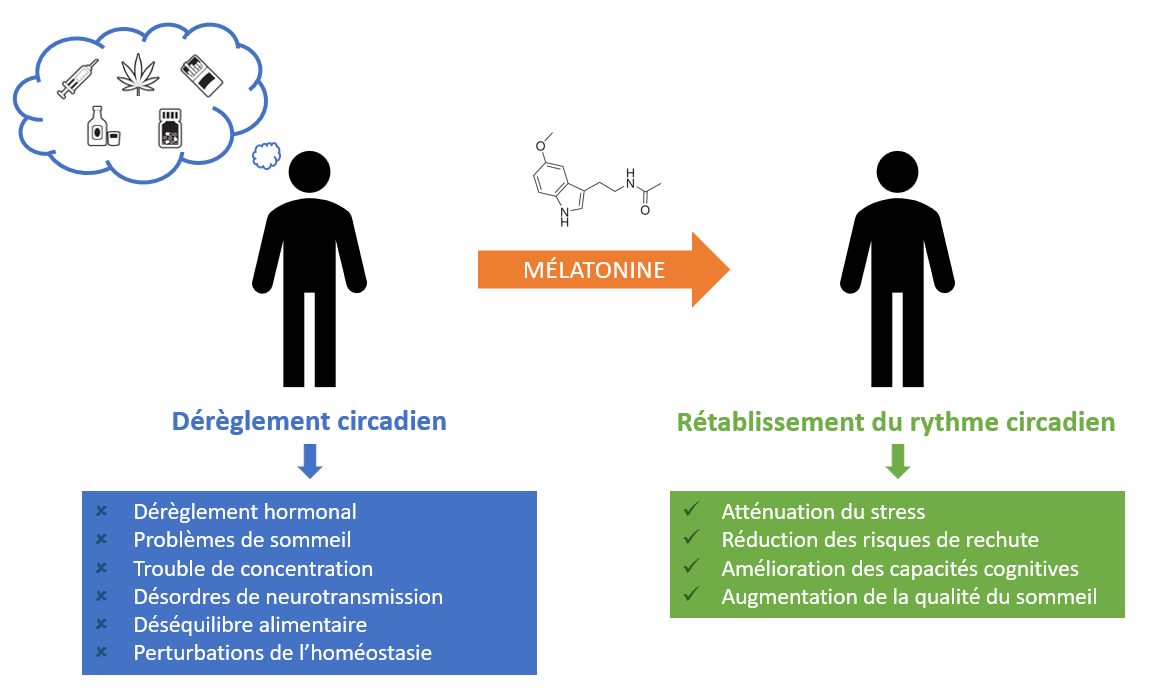
Figure 1. Rétablissement du rythme circadien par l’administration de mélatonine à la suite du dérèglement circadien causé par la toxicomanie (adaptée de Shuhui et al., 2022).

La chronothérapie est une approche médicale visant à optimiser l'efficacité des traitements en tenant compte des rythmes circadiens du corps. Comme des perturbations du système circadien sont fréquemment associées à la toxicomanie, les corriger lorsque anormaux et améliorer la qualité du sommeil peut être bénéfique dans le traitement des patients souffrant de toxicomanie.
La mélatonine a fait l'objet d'une exploration approfondie quant à sa capacité à atténuer divers aspects de la neurobiologie de la dépendance. Plusieurs études ont démontré la capacité de la mélatonine à moduler les effets renforçateurs de multiples substances addictives, suggérant qu'elle joue un rôle crucial dans la dépendance aux drogues en diminuant les troubles du sommeil et/ou des rythmes circadiens liés à la toxicomanie,.
Une étude qui a examiné la capacité de la mélatonine à atténuer les difficultés de sommeil associées au sevrage des benzodiazépines (BDZ) a rapporté que l’administration de mélatonine a significativement amélioré la qualité du sommeil, en particulier chez les sujets qui ont continué à utiliser les BDZ. La mélatonine se profile donc comme une intervention prometteuse pour atténuer les troubles du sommeil et les dysrégulations des rythmes circadiens associés à la toxicomanie, ouvrant ainsi la voie à des approches thérapeutiques novatrices dans la prise en charge de ces problématiques.

## Autres aspects

### Effets chronobiologiques des drogues sur les animaux
Les études sur les effets chronobiologiques des drogues sur les animaux, comme les souris, ont mis en lumière l'importance de la chronobiologie en pharmacologie. Par exemple, la consommation d'éthanol affecte le pacemaker circadien, créant une interaction bidirectionnelle qui peut engendrer un cycle vicieux d'addiction, soulignant ainsi l'influence des rythmes circadiens sur la réponse aux drogues.
De même, la chronopharmacologie révèle que les rythmes biologiques influencent l'efficacité et la toxicité des médicaments, suggérant la nécessité d'adapter l'administration des médicaments aux rythmes circadiens pour une meilleure pharmacothérapie. Une autre recherche confirme que les réponses aux médicaments chez les animaux dépendent fortement des rythmes biologiques, ouvrant des voies vers des traitements plus efficaces et sûrs.

### Drogues agissant comme zeitgebers
Les substances addictives agissent en tant que zeitgebers, soit des facteurs ou stimuli environnementaux, comme la lumière ou la température qui synchronisent l’horloge interne d’un organisme avec son environnement externe. Elles peuvent directement entrainer certains rythmes circadiens, indépendamment du noyau suprachiasmatique et du cycle lumière/obscurité. Cet entrainement n'est pas lié à une stimulation locomotrice directe et concerne différentes classes de drogues. Ces rythmes entrainés par les drogues peuvent refléter des variations dans les états neurophysiologiques, influençant le métabolisme des drogues, la tolérance et la sensibilité à la récompense. En effet, la prise de substance donnée à une intervalle de 24h, qu’elle soit administrée volontairement ou non, déclenche une activité circadienne anticipatoire survenant plus d’une heure avant la prise quotidienne, et persiste plusieurs jours après son arrêt, ce qui prouve que les drogues peuvent agir comme des zeitgebers.
Enfin, il est établi que les rythmes circadiens influencent la réponse aux maladies, au stress et aux thérapeutiques. L'horloge circadienne interne joue un rôle clé dans la perception et le fonctionnement des médicaments, ouvrant des perspectives pour une médecine personnalisée qui exploite les rythmes circadiens.